# Флораи (микрорегион)

Флораи на карте.

Флораи (порт. Microrregião de Floraí) — микрорегион в Бразилии. входит в штат Парана. Составная часть мезорегиона Северо-центральная часть штата Парана. 
Население составляет 	34 695	 человек (на 2010 год). Площадь — 	1299,665	 км². Плотность населения — 	26,70	 чел./км².

## Демография
Согласно сведениям, собранным в ходе переписи 2010 г. Национальным институтом географии и статистики (IBGE), население микрорегиона составляет:						
| Полное население                             | Полное население                             | Полное население                             | Полное население                             | 34 695 |
| -------------------------------------------- | -------------------------------------------- | -------------------------------------------- | -------------------------------------------- | ------ |
| в том числе:                                 | Городское население                          | 30 844                                       | Процент городского населения, %              | 88,90  |
|                                              | Сельское население                           | 3851                                         | Процент сельского населения, %               | 11,10  |
|                                              | Мужское население                            | 17 134                                       | Процент мужского населения, %                | 49,38  |
|                                              | Женское население                            | 17 561                                       | Процент женского населения, %                | 50,62  |
| Плотность населения, чел/км²                 | Плотность населения, чел/км²                 | Плотность населения, чел/км²                 | Плотность населения, чел/км²                 | 26,70  |
| Население микрорегиона в % к населению штата | Население микрорегиона в % к населению штата | Население микрорегиона в % к населению штата | Население микрорегиона в % к населению штата | 0,33   |

## Статистика
- Валовой внутренний продукт на 2003 год составляет 432 928 664,00 реалов (данные: Бразильский институт географии и статистики).
- Валовой внутренний продукт на душу населения на 2003 год составляет 12 796,98 реалов (данные: Бразильский институт географии и статистики).
- Индекс развития человеческого потенциала на 2000 год составляет 0,773 (данные: Программа развития ООН).

## Состав микрорегиона
В составе микрорегиона включены следующие муниципалитеты:
1. Дотор-Камаргу
2. Флораи
3. Флореста
4. Итамбе
5. Иватуба
6. Оризона
7. Сан-Жоржи-ду-Иваи